# Марк Валерій Максим Корвін (консул 312 року до н. е.)
Марк Вале́рій Макси́м Корвін (лат. Marcus Valerius Maximus Corvinus; IV-III століття до н. е.) — політичний, державний та військовий діяч Римської республіки, дворазовий консул 312 і 289 років до н. е.

## Біографічні відомості
Походив з патриціанського роду Валеріїв. Син Марка Валерія Максима Корва, п'ятиразового консула 348, 346, 343, 335 і 300 років до н. е.
312 року до н. е. його було обрано консулом разом з Публієм Децієм Мусом. Того року мала відбутися війна із етрусками, але консули не змогли організувати армію для відсічі загрози, тому сенат призначив диктатора Гая Сульпіція Лонга для підготовки армії до війни.  
307 року до н. е. Марка Валерія було обрано цензором разом з Гаєм Юнієм Брутом Бубульком. Вони організовували будування шляхів біля Риму.
289 року до н. е. його було вдруге обрано консулом, цього разу з Квінтом Цедіцієм Ноктуа. Про дії Марка Валерія під час цього консулату відомостей не збереглося.  
З того часу про подальшу долю Марка Валерія Максма Корвіна згадок немає.